# Prosionek pospolity
Prosionek pospolity (Trachelipus rathkii) – gatunek lądowego skorupiaka z rzędu równonogów i rodziny Trachelipodidae.

## Opis
Prosionek pospolity osiąga długość do 15 mm.
Grzbiet tego skorupiaka pokryty jest ciemnobrązowym, czerwonawo brązowym i brązowym wzorem, usiany niskimi guzkami. Ponadto epimery, czyli boczne przedłużenia tergitów (płytek grzbietowych) mają u nasady jasnobrązowe lub prawie białe plamy zlewające się w przerywaną linię po każdej stronie grzbietu.
Przednia krawędź głowy (a dokładnie głowotułowia, cefalotoraksu) jest szeroka i wypukła, po obydwu bokach tworzy wyraźny płat między okiem a podstawą czułka. Biczyk (flagellum) czułków II pary, czyli ich końcowy odcinek, zbudowany jest z 2 segmentów. Na głowie znajdują się oczy złożone.
Szerokość na granicy pereonu (tułowia, toraksu) i pleonu (odwłoka, abdomenu) zmniejsza się stopniowo, nie gwałtownie. Skorupiak ten ma 5 par płuc pleopodialnych widocznych jako pogrubione białe łatki, czyli we wszystkich parach pleopodiów (wyrostków na spodzie odwłoka). Ostatnim widocznym segmentem pleonu jest pleotelson, będący tak naprawdę połączeniem ostatniego segmentu i telsonu. Ma on parę uropodiów (odnóży ogonowych). Wystają one poza pleotelson i obrys ciała.

## Siedlisko
Prosionek pospolity jest gatunkiem eurytopowym. Występuje w środowisku od wysokiej do niskiej wilgotności. Do tego drugiego przystosował się jako jeden z nielicznych równonogów (obok np. Armadillidium vulgare). Występuje na otwartej przestrzeni oraz w lasach, w ściółce, pod kamieniami, leżącymi pniami, pod korą stojących martwych drzew.

## Występowanie
Prosionek pospolity jest gatunkiem kosmopolitycznym, szeroko rozpowszechnionym w Europie z wyjątkiem Strefy Śródziemnomorskiej, w której być może nie występuje zupełnie, zasiedla również Amerykę Północną, gdzie został introdukowany.
W Polsce jest jednym z najczęściej spotykanych gatunków równonogów.